# Psilocina
La psilocina (4-hidroxi-N,N-dimetiltriptamina) es un alcaloide derivado de la psilocibina y se encuentra en la mayor parte de los hongos psilocibios. Tiene propiedades enteógenas. Se cree que O-acetilpsilocina es un profármaco de psilocina.

## Historia
El químico suizo Albert Hofmann, junto con el técnico de laboratorio Hans Tscherter, aislaron por primera vez en los laboratorios Sandoz la psilocina y la psilocibina a partir de hongos alucinógenos en 1959.